# Никола Дишков (революционер)
Вижте пояснителната страница за други личности с името Никола Дишков.
Никола Дишков е български революционер, битолски войвода на Вътрешната македоно-одринска революционна организация.

## Биография
Роден е в 1873 година в битолското село Карамани, тогава в Османската империя, в семейството на възрожденски деец. Влиза във ВМОРО и в 1898 година оглавява селския комитет. Изпълнява куриерски задачи. По време на Илинденско-Преображенското въстание е войвода на Караманската чета, с която участва в сражението при Смилево. След въстанието е член на районното ръководно тяло. На няколко пъти е арестуван и разпитван от османските власти. Анастас Лозанчев го описва като „заможен, умен и предан на делото човек“. Милан Матов пише за него: 
| „ | Никола е известен като много честен, що се отнася до сметка - сделка и особено до сметките на ВМОРО. Като такъв през 1911-[1]912 г. му беше поверено да провери сметките на много села в полето. | “ |

В 1913 година новите сръбски власти го арестуват и затварят в Битоля.
В края на Първата световна война се установява в България, но в 1919 година се връща в родното си село. През същата година участва в съставянето на Декларацията на ВМРО пред Мирната конференция в Париж и връчването ѝ на британски представител в Битоля.
Умира през 1924 година.